# Copa México 1949/50
Die Copa México 1949/50 war die achte Austragung des Fußball-Pokalwettbewerbs seit Einführung des Profifußballs in Mexiko. Pokalsieger wurde zum zweiten Mal nach 1945/46 die Mannschaft des CF Atlas.
Das Pokalturnier wurde zwischen dem 9. Juli und 6. August 1950 ausgetragen. Teilnahmeberechtigt waren die 14 Mannschaften, die in der vergangenen Punktspielrunde 1949/50 in der höchsten Spielklasse vertreten waren.

## Modus
Die Begegnungen wurden im K.-o.-System ausgetragen. Alle Begegnungen wurden in nur einem Spiel entschieden. Es gab jedoch eine Runde mehr als eigentlich notwendig, weil in der ersten Runde nur vier Begegnungen stattfanden, über die sich die vier Sieger für die nächste Runde qualifizierten, die die anderen sechs Mannschaften per Freilos erreichten. In der nächsten Runde fanden fünf Begegnungen statt, deren Sieger sich ebenso für das Viertelfinale qualifizierten wie die anderen drei Mannschaften, die per Freilos weiterkamen. Dabei waren der Puebla FC und der León FC die beiden einzigen Mannschaften, die in beiden Runden zum Einsatz kamen (und jeweils in der Zwischenrunde ausschieden). 

## Vorrunde
Die vier Spiele der ersten Runde wurden am 9. Juli 1950 ausgetragen. Die Begegnungen fanden nach regionalen Gesichtspunkten statt (in drei Fällen kam es zu einem Stadtderby), berücksichtigten aber nicht das sportliche Abschneiden der abgelaufenen Punktspielrunde. Denn während zum Beispiel aus Guadalajara der CD Guadalajara die Saison auf dem zwölften Rang abschloss und per Freilos weiterkam, mussten die beiden Ortsrivalen CD Oro (elfter Platz) und CF Atlas (sechster Platz) sich auf sportlichem Wege für die Zwischenrunde qualifizieren. Ebenso kam in Mexiko-Stadt der Club América (achter Platz) per Freilos weiter, während der Vizemeister CF Atlante zum Stadtderby gegen den Marte FC (mit dem neunten Rang der schlechteste Hauptstadtverein) antreten musste.
|               | Ergebnis |            |
| ------------- | -------- | ---------- |
| CD Oro        | 1:3      | CF Atlas   |
| Marte FC      | 0:2      | CF Atlante |
| UD Moctezuma  | 1:4      | Puebla FC  |
| San Sebastián | 1:3      | León FC    |

Freilos: América, Asturias, España, CD Guadalajara, CD Tampico und CD Veracruz

## Zwischenrunde
Die vier Begegnungen der Zwischenrunde wurden am 6. Juli 1950 ausgetragen. Diesmal kamen alle sechs Mannschaften zum Einsatz, die die erste Runde per Freilos überstanden hatten. Beinahe wäre der Meister CD Veracruz bereits bei seinem ersten Einsatz gegen den Puebla FC gescheitert, drehte jedoch einen 1:3-Pausenrückstand noch in einen Sieg. 
|                | Ergebnis |                  |
| -------------- | -------- | ---------------- |
| CD Guadalajara | 1:2      | Real Club España |
| Club América   | 0:2      | CF Asturias      |
| CD Veracruz    | 4:3      | Puebla FC        |
| CD Tampico     | 2:1      | León FC          |

Freilos: Atlante und Atlas

## Viertelfinale
Weil nur sechs Mannschaften im Viertelfinale standen, wurden nur zwei Begegnungen (am 23. Juli 1950) ausgetragen, während zwei Mannschaften per Freilos weiterkamen. 
|            | Ergebnis  |                  |
| ---------- | --------- | ---------------- |
| CF Atlante | 4:2       | CF Asturias      |
| CF Atlas   | 4:3 n. V. | Real Club España |

Freilos: CD Tampico und CD Veracruz

## Halbfinale
Die Halbfinals wurden am 30. Juli 1950 ausgetragen.
|            | Ergebnis   |             |
| ---------- | ---------- | ----------- |
| CF Atlante | 1:3        | CD Veracruz |
| CF Atlas   | 1:1 n. V.1 | CD Tampico  |

1 Zwischen Atlas und Tampico wurde am 1. August 1950 ein weiteres Spiel erforderlich. Obwohl Felipe Altube die Jaibas Bravas durch sein frühes Tor in der zehnten Minute in Führung gebracht hatte, setzten sich am Ende die Rojinegros durch den Ausgleichstreffer von Juan José Novo (55. Minute) und den „Doppelschlag“ von Edmundo Manzotti (70. und 78. Minute) mit 3:1 durch und erreichten das Finale gegen den Meister aus Veracruz.

## Finale
Das Finale wurde am 6. August 1950 im Estadio Olímpico Ciudad de los Deportes von Mexiko-Stadt ausgetragen und vom CF Atlas durch zwei Tore von José „Chivo“ Mercado und einem weiteren Treffer von Edmundo Manzotti (bei einem Gegentor durch Julio Ayllón) mit 3:1 gewonnen. Mit demselben Ergebnis gewann Atlas auch den eine Woche später gegen denselben Gegner ausgetragenen Supercup.
|          | Ergebnis |             |
| -------- | -------- | ----------- |
| CF Atlas | 3:1      | CD Veracruz |

Mit der folgenden Mannschaft gewann der CF Atlas den Pokalwettbewerb der Saison 1949/50: 
Luis Heredia – Juan „Chapetes“ Gómez, Felipe Zetter, Ricardo „Loco“ Ornelas – Lorenzo „Chale“ Carrillo, Javier Novello – José „Chivo“ Mercado, Antonio „Niño“ Flores, Juan José Novo, Edmundo Manzotti, Edwin Cubero; Trainer: Eduardo Valdatti.